# Chung kết Copa Sudamericana 2019
Chung kết Copa Sudamericana 2019 là trận đấu cuối cùng để quyết định đội vô địch Copa Sudamericana 2019, lần tổ chức thứ 18 của Copa Sudamericana, giải bóng đá cấp câu lạc bộ thứ hai của Nam Mỹ do CONMEBOL tổ chức.
Trận chung kết được diễn ra theo thể thức một lượt giữa đại diện của Ecuador, câu lạc bộ Independiente del Valle và đại diện của Argentina, câu lạc bộ Colón, tại Sân vận động Tướng Pablo Rojas ở Asunción, Paraguay vào ngày 9 tháng 11 năm 2019. Đây là trận chung kết đầu tiên trong lịch sử giải đấu được thi đấu một lượt tại một địa điểm đã được chọn trước.
Independiente del Valle đã đánh bại Colón với tỷ số 3–1 để giành chức vô địch Copa Sudamericana đầu tiên của họ. Với tư cách là nhà vô địch, Independiente del Valle đã giành quyền thi đấu với đội vô địch Copa Libertadores 2019 đó là Flamengo tại Recopa Sudamericana 2020. Họ cũng được lọt thẳng vào vòng bảng Copa Libertadores 2020. Họ cũng có thể đã đấu với đội vô địch của J.League Cup 2019 đó là Kawasaki Frontale tại Suruga Bank Championship 2020, nhưng nó đã không được diễn ra do Thế vận hội Mùa hè Tokyo 2020 dự kiến được tổ chức cùng lúc với thời điểm của trận đấu.

## Đội bóng tham dự
| Đội                     | Các lần vào chung kết trước đó |
| ----------------------- | ------------------------------ |
| Independiente del Valle | Không có                       |
| Colón                   | Không có                       |

## Địa điểm

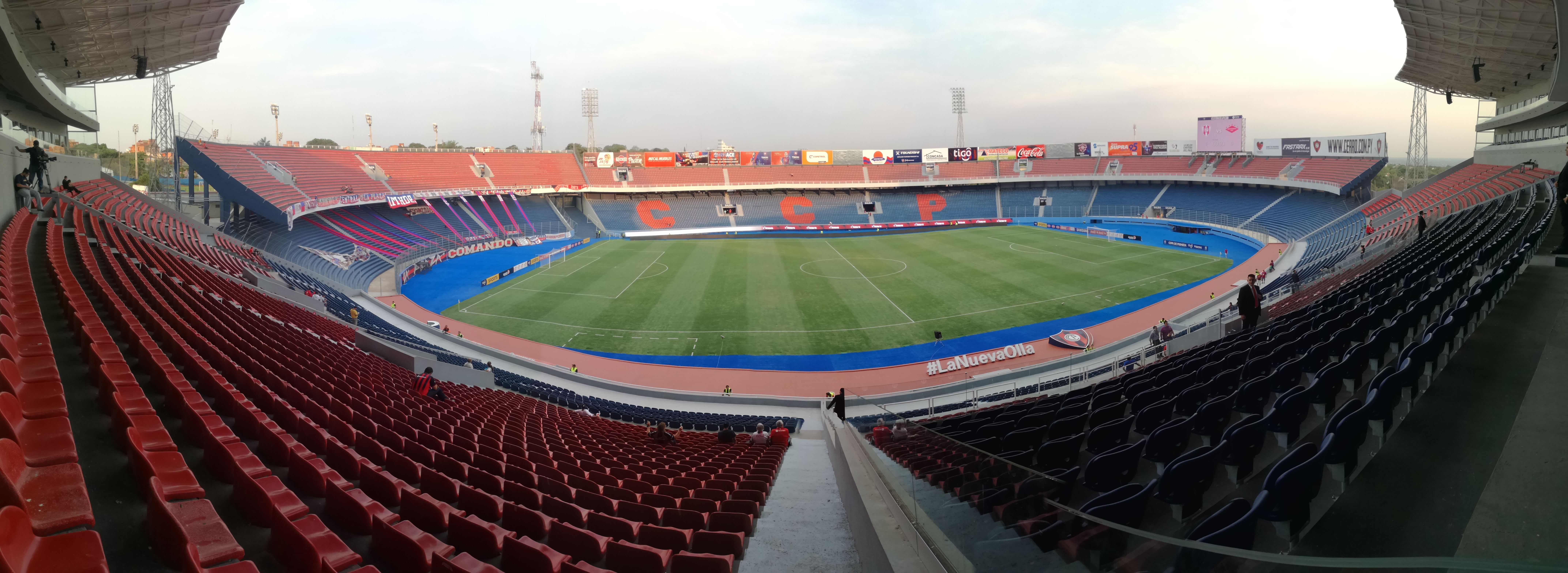
Sân vận động Tướng Pablo Rojas ở Asunción, Paraguay, nơi đã tổ chức trận chung kết.

Vào ngày 14 tháng 8 năm 2018, CONMEBOL quyết định rằng bắt đầu từ mùa giải 2019, trận chung kết sẽ được thi đấu dưới dạng một trận đấu duy nhất và mặc dù ban đầu người ta cho rằng trận chung kết sẽ diễn ra tại sân vận động quốc gia ở Lima, Peru, vào ngày 9 tháng 5 năm 2019, hội đồng của liên đoàn đã quyết định chuyển địa điểm sang sân vận động Defensores del Chaco ở Asunción, Paraguay. Vào ngày 21 tháng 6 năm 2019, APF thông báo rằng sân vận động Tướng Pablo Rojas ở Asunción sẽ tổ chức trận chung kết năm 2019 do sân Defensores del Chaco ở thời điểm đó đang trong quá trình trùng tu.

## Chương trình biểu diễn
Trước khi trận đấu diễn ra, hai ban nhạc tương ứng với quốc gia trực thuộc của hai đội bóng vào chung kết đã biểu diễn trên sân vận động: Los Palmeras, đại diện cho Colón, và La Vagancia, đại diện cho Independiente. Sau đó, ca sĩ người Puerto Rico, Luis Fonsi đã kết thúc buổi biểu diễn.

## Đường đến trận chung kết
Lưu ý: Trong tất cả các tỷ số dưới đây, tỷ số của đội chủ nhà sẽ đứng trước.
| Independiente del Valle                                                    | Independiente del Valle | Independiente del Valle | Vòng đấu       | Colón                                                           | Colón           | Colón           |
| -------------------------------------------------------------------------- | ----------------------- | ----------------------- | -------------- | --------------------------------------------------------------- | --------------- | --------------- |
| Đối thủ                                                                    | Địa điểm                | Tỷ số                   | Loại trực tiếp | Đối thủ                                                         | Địa điểm        | Tỷ số           |
| Unión (hòa với tổng tỷ số 2–2, thắng nhờ luân lưu)                         | Khách                   | 2–0                     | Vòng 1         | Deportivo Municipal (thắng với tổng tỷ số 5–0)                  | Khách           | 0–3             |
| Unión (hòa với tổng tỷ số 2–2, thắng nhờ luân lưu)                         | Nhà                     | 2–0 (4–2 p)             | Vòng 1         | Deportivo Municipal (thắng với tổng tỷ số 5–0)                  | Nhà             | 2–0             |
| Universidad Católica (thắng với tổng tỷ số 7–3)                            | Nhà                     | 5–0                     | Vòng 2         | River Plate (thắng với tổng tỷ số 3–1)                          | Khách           | 0–0             |
| Universidad Católica (thắng với tổng tỷ số 7–3)                            | Khách                   | 3–2                     | Vòng 2         | River Plate (thắng với tổng tỷ số 3–1)                          | Nhà             | 3–1             |
| Hạt giống số 2                                                             | Hạt giống số 2          | Hạt giống số 2          | Vòng chung kết | Hạt giống số 12                                                 | Hạt giống số 12 | Hạt giống số 12 |
| Caracas (thắng với tổng tỷ số 2–0)                                         | Khách                   | 0–0                     | Vòng 16 đội    | Argentinos Juniors (hòa với tổng tỷ số 1–1, thắng nhờ luân lưu) | Nhà             | 0–1             |
| Caracas (thắng với tổng tỷ số 2–0)                                         | Nhà                     | 2–0                     | Vòng 16 đội    | Argentinos Juniors (hòa với tổng tỷ số 1–1, thắng nhờ luân lưu) | Khách           | 0–1 (4–2 p)     |
| Independiente (hòa với tổng tỷ số 2–2, thắng nhờ luật bàn thắng sân khách) | Khách                   | 2–1                     | Tứ kết         | Zulia (thắng với tổng tỷ số 4–1)                                | Khách           | 1–0             |
| Independiente (hòa với tổng tỷ số 2–2, thắng nhờ luật bàn thắng sân khách) | Nhà                     | 1–0                     | Tứ kết         | Zulia (thắng với tổng tỷ số 4–1)                                | Nhà             | 4–0             |
| Corinthians (thắng với tổng tỷ số 4–2)                                     | Khách                   | 0–2                     | Bán kết        | Atlético Mineiro (hòa với tổng tỷ số 3–3, thắng nhờ luân lưu)   | Nhà             | 2–1             |
| Corinthians (thắng với tổng tỷ số 4–2)                                     | Nhà                     | 2–2                     | Bán kết        | Atlético Mineiro (hòa với tổng tỷ số 3–3, thắng nhờ luân lưu)   | Khách           | 2–1 (4–3 p)     |

## Thể thức
Trận chung kết được diễn ra với một trận đấu duy nhất tại một địa điểm do CONMEBOL lựa chọn trước, với đội hạt giống cao hơn được chỉ định là đội "chủ nhà" vì mục đích hành chính (Quy định Điều 25). Nếu hai đội hòa nhau sau thời gian chính thức, 30 phút hiệp phụ sẽ được thêm vào. Nếu vẫn hòa sau hiệp phụ, loạt sút luân lưu sẽ được sử dụng để phân định thắng thua (Điều 28).

## Trận đấu
Vào lúc 18:05 UTC-3, ở phút thứ 32, trận đấu bị gián đoạn do thời tiết xấu (trời mưa nặng hạt và có sấm sét). Sau đó nó được tiếp tục lúc 19:00 UTC-3 khi trời đã ngớt mưa.
| Independiente del Valle                 | 3–1      | Colón         |
| --------------------------------------- | -------- | ------------- |
| - León 24' - Sánchez 41' - Dájome 90+5' | Chi tiết | - Olivera 88' |

| Independiente del Valle | Colón |

| GK                   | 14 | Jorge Pinos        |     |     |
| RB                   | 4  | Anthony Landázuri  | 49' |     |
| CB                   | 27 | Fernando León      |     |     |
| CB                   | 5  | Richard Schunke    |     |     |
| LB                   | 2  | Luis Segovia       |     |     |
| CM                   | 16 | Cristian Pellerano |     |     |
| RW                   | 11 | Cristian Dájome    | 75' |     |
| RM                   | 21 | Alan Franco        |     |     |
| LM                   | 10 | Efrén Mera (c)     |     | 79' |
| LW                   | 15 | Jhon Jairo Sánchez |     | 74' |
| CF                   | 8  | Gabriel Torres     |     | 85' |
| Dự bị:               |    |                    |     |     |
| GK                   | 13 | Hamilton Piedra    |     |     |
| DF                   | 6  | Bryan Rivera       |     |     |
| DF                   | 17 | Ángelo Preciado    |     |     |
| DF                   | 18 | Leonardo Realpe    |     |     |
| MF                   | 23 | Dani Nieto         |     |     |
| MF                   | 24 | Roberto Garcés     |     | 79' |
| FW                   | 7  | Washington Corozo  |     | 85' |
| FW                   | 9  | Alejandro Cabeza   |     | 74' |
| FW                   | 20 | Juan Govea         |     |     |
|                      |    |                    |     |     |
|                      |    |                    |     |     |
|                      |    |                    |     |     |
| Huấn luyện viên:     |    |                    |     |     |
| Miguel Ángel Ramírez |    |                    |     |     |

| GK               | 1  | Leonardo Burián           |     |
| RB               | 19 | Alex Vigo                 | 65' |
| CB               | 24 | Guillermo Ortiz           |     |
| CB               | 6  | Emanuel Olivera           |     |
| LB               | 13 | Gonzalo Escobar           | 69' |
| RM               | 23 | Christian Bernardi        | 76' |
| CM               | 21 | Federico Lértora          |     |
| CM               | 8  | Fernando Zuqui            |     |
| LM               | 28 | Marcelo Estigarribia      |     |
| RF               | 10 | Luis Miguel Rodríguez (c) |     |
| LF               | 27 | Wilson Morelo             |     |
| Dự bị:           |    |                           |     |
| GK               | 17 | Ignacio Chicco            |     |
| DF               | 2  | Lucas Acevedo             |     |
| DF               | 3  | Gastón Díaz               |     |
| DF               | 15 | Damián Schmidt            |     |
| DF               | 16 | Franco Quiroz             |     |
| MF               | 5  | Matías Fritzler           |     |
| MF               | 14 | Santiago Pierotti         |     |
| MF               | 25 | Brian Farioli             |     |
| MF               | 30 | Gabriel Esparza           | 69' |
| FW               | 7  | Nicolás Leguizamón        |     |
| FW               | 12 | Tomás Chancalay           | 76' |
| FW               | 29 | Jorge Ortega              | 65' |
| Huấn luyện viên: |    |                           |     |
| Pablo Lavallén   |    |                           |     |

| Trợ lý trọng tài: Emerson de Carvalho (Brasil) Bruno Pires (Brasil) Trọng tài thứ tư: Alexis Herrera (Venezuela) Trọng tài VAR: Daniel Fedorczuk (Uruguay) Trợ lý trọng tài VAR: Víctor Carrillo (Peru) Danilo Manis (Brasil) Nicolás Tarán (Uruguay) | Các quy tắc - 90 phút. - 30 phút hiệp phụ nếu cần thiết. - Đá luân lưu nếu tỷ số vẫn hòa. - Tối đa 12 cầu thủ dự bị được phép đăng ký. - Tối đa có ba lần thay đổi người, với một lần bổ sung thứ tư trong hiệp phụ. |